# Палата Гвоздени човек
Палата Гвоздени човек или зграда Гвоздени човек је грађевина која се налази у Новом Саду поред Цркве имена Маријиног. 

## Историја
Зграда се налази на Тргу слободе у Новом Саду у улици Његошева број 2. У сарадњи са будимпештанским архитектом Карољем Ковачем, Бела Пекло је током 1908. и 1909. радио на пројекту велике стамбено пословне палате Гвоздени човек.
На врху је конструисана мања купола испод које је у ниши смештен стари ратнички оклоп по коме је зграда добила име. Фигура представља старог ратника у металном оклопу и са хелебардом у десној руци. Зграда је подигнута на месту старије срушене двоспратнице са којима је ова фигура и пренета. Стилске карактеристике ове двоспратне палате блиске су неоромантичарском историзму са елементима сецесије.
Временом палата Гвоздени човек постала је један од градитељских симбола Новог Сада са почетка 20. века. У згради се некада налазила чувена посластичарница „Дорнштетер”, те након смрти власника Јакоба Дорнштетера 1944. прелази у државно власништво (касније се звала „Москва”, па „Загреб”, данас „Атина”). У њој су се новосадска господа сладила "Сахер" тортом између два рата а о којој надахнуто у свом роману "Неопланта" пише Ласло Вегел.

### Рестаурација
Степен оштећења захтевао је сложен поступак рестаурације фасада. Рад на декоративним елементима од  гипса  поверен је  уметничкој  радионици  Нина из Беочина. С обзиром да су констатована велика оштећења на свим декоративним елементима, одлучено је да се израде нови у свему  према постојећим, што је подразумевало детаљно чишћење елемента, ретуш оштећења, израду калупа и одливање. 
На елементима где је степен оштећења био изражен, било је неопходно да се изврши деломична реконструкција према доступним архивским подацима,  као и аналогним примерима, што је захтевало рад на моделовању елемента у глини пре израде калупа.  
Рестаурирана је и конзервирана фигура Гвозденог човека по којој је овај објекат добио име. Конзерваторско‐рестаураторске радове на фигури извели су конзерватори за метал Ана Олајош и Јожеф Ердељи, а конзерваторски надзор вршила је Слободанка Бабић. Радови су изведени 2004. године.